# Partido Democrático do Curdistão Sírio
O Partido Democrático do Curdistão Sírio (em curdo: Partiya Demokrat a Kurdistanê li Sûriyê/پارتی دیموکراتی کوردستان سووری; em árabe: حزب الديمقراطي کوردستان في سوريا/Hizb Al-Dimuqrati Kurdistan fi Suriya), normalmente conhecido por PDCS, é um partido político do Curdistão Sírio fundado em 1957 por nacionalistas curdos no norte da Síria. O partido tem sede em Hamburgo, Alemanha e tem várias filiais em França, Reino Unido, Suécia e Estados Unidos da América.

## História
Osman Sabri e Daham Miro, juntamente com outros políticos curdos, fundaram o Partido Democrático do Curdistão Sírio (PDCS) em 1957. Os objetivos do PDCS eram a promoção dos direitos culturais curdos, do progresso económico e da mudança democrática. O PDCS nunca foi legalmente reconhecido pelo Estado sírio e permaneceu uma organização clandestina, especialmente após uma repressão em 1960, durante a qual vários dos seus líderes foram presos, acusados de separatismo. Após o fracasso da união política com o Egipto em 1961, a Síria foi declarada como uma "República Árabe" na constituição provisória. Durante as eleições parlamentares de 1961, o PDCS não ganhou assentos no Parlamento sírio. Em 23 de agosto de 1962, o governo realizou um censo de população especial apenas para a província de Jazira, predominantemente curda. Como resultado, cerca de 120 mil curdos em Jazira foram classificados arbitrariamente como imigrantes. Na verdade, os habitantes tinham cartões de identidade sírios, que lhes foi dito que entregassem à administração para renovação. No entanto, aqueles que apresentaram seus cartões não receberam nada em troca. Uma campanha dos média sírios foi lançada contra os curdos, com slogans como "Salvem o Arabismo em Jazira!" e "Lute contra a ameaça curda!". Essas políticas coincidiram com o início do levantamento de Mustafa Barzani no Curdistão iraquiano e a descoberta de campos petrolíferos nas áreas habitadas pelos curdos da Síria. Em junho de 1963, a Síria participou na Primeira Guerra Iraquiano-Curda ao fornecer aviões, veículos blindados e uma força de 6.000 soldados contra os curdos. As tropas sírias atravessaram a fronteira iraquiana e avançaram sobre a cidade curda de Zakho em busca dos Peshmerga de Barzani.
O PDCS passou por várias divisões na década de 1960. Mustafa Barzani (o pai de Mesud Barzani, actual presidente do Curdistão iraquiano) tentou reunificar o partido convidando todas as facções para o Curdistão iraquiano em 1970. Durante as reuniões, Miro foi escolhido (e mais tarde reeleito em 1972) presidente do PDCS.

## Guerra Civil Síria
O PDCS não se juntou ao Conselho Nacional Sírio no início do conflito, pois o Secretário-Geral do partido Abdulhakim Bashar viu esse órgão demasiado influenciado pela Turquia. Ele exigiu garantias para a população curda síria pelo CNS e, por sua vez, declarou a obrigação da Turquia de conceder direitos completos à sua própria população curda. Após as disputas com o partido curdo dominante na Síria, o Partido de União Democrática (PYD), o PDCS, porém, levou mais tarde o Conselho Nacional Curdo (ENKS) a se juntar ao CNS.

Para contrariar o domínio do PYD no Conselho Nacional Curdo (ENKS), o PDCS criou uma aliança chamada União Política Democrática Curda no final de 2012. A estratégia, no entanto, falhou e até se virou contra o PDCS, pois outros membros do ENKS entraram em cooperação com o PYD. No início de abril de 2014, o Partido da Liberdade Curda na Síria e outros três partidos se uniram ao PDCS.